# Montezuma (kommun)
Montezuma är en kommun i Brasilien.   Den ligger i delstaten Minas Gerais, i den östra delen av landet, 600 km öster om huvudstaden Brasília. Antalet invånare är 7 472.
I omgivningarna runt Montezuma växer huvudsakligen savannskog. Runt Montezuma är det mycket glesbefolkat, med 5 invånare per kvadratkilometer.